# José Arana Cruz
Pour les articles homonymes, voir Arana.
José Arana Cruz (Lima, 6 septembre 1902 – mort à une date inconnue) est un joueur et entraîneur péruvien de football. 
Surnommé Patuto, il a notamment été sélectionneur de la Colombie et du Pérou en 1946 et 1947, respectivement.

## Biographie

### Carrière de joueur
Évoluant au poste de milieu de terrain, José Arana joue notamment pour l'Atlético Chalaco où il est sacré champion en 1930. 
En 1936, il rejoint le CD Everton (Chili), qui présente une équipe constituée de dix joueurs péruviens et dont Arana – qui y avait déjà joué en 1931 – en est le capitaine et l'entraîneur.

### Carrière d'entraîneur
Devenu entraîneur, Patuto Arana dirige à trois reprises le Sport Boys dans les années 1940. Il y remporte le championnat du Pérou en 1942. En 1946, il est nommé sélectionneur de la Colombie et remporte haut la main les Jeux d'Amérique centrale et des Caraïbes de Barranquilla avec six victoires en autant de matchs.
L'année suivante, il s'octroie à la tête de l'Atlético Chalaco son deuxième championnat du Pérou en 1947. Dans la foulée, il prend les rênes de l'équipe du Pérou lors du championnat sud-américain 1947 organisé en Équateur.

## Palmarès

### Palmarès de joueur
Atlético Chalaco
- Championnat du Pérou (1) :
  - Champion : 1930.

### Palmarès d'entraîneur
| Sport Boys - Championnat du Pérou (1) : - Champion : 1942. |  | Atlético Chalaco - Championnat du Pérou (1) : - Champion : 1947. |  | Colombie - Jeux d'Amérique centrale et des Caraïbes (1) : - Vainqueur : 1946. |